# Gregers Magnusson (Bjälboättens oäkta gren)
Gregers Magnusson, död 4 augusti 1350, var en riddare, lagman samt drots. Han var son till Magnus Gregersson (Bjälboättens oäkta gren) och därmed sonsonson till Birger jarl.
Han deltog i riksrådsmötet i Skara 1322 där förbundet slöts att utesluta hertiginnan Ingeborg från förmyndarstyrelsen och begränsa hennes makt. Gregers Magnusson var riddare, och sägs ha blivit slagen till riddare vid Knut Porses bröllop med kung Magnus Erikssons mor 1327.
Han var också lagman i Västmanlands och Dalarnas lagsaga, ett ämbete han tillträdde 1321 efter sin far.
Under två skilda perioder på 1330-talet var han konung Magnus Erikssons drots. Gregers Magnusson efterträdde 1333 eller 1334 Knut Jonsson (Aspenäs-ätten) som drots, avlöstes i detta ämbete redan 1335 av Nils Abjörnsson (Sparre av Tofta) men uppträder efter dennes avgång ånyo som drots 1337.
1338 blev han som huvudman för upproret mot Magnus Eriksson driven i landsflykt av konungen, varvid hans egendomar indrogs. Efter 1338, då han åter nämnes utan drotstitel, förekommer han 1344 i Danmark men är ur det svenska källmaterialet fullständigt försvunnen ända till 1346.
Senare blev han återkallad och stupade (troligen 1348) under kung Magnus ryska fälttåg, vilket öde drabbade även hans bröder Johan Magnusson och Karl Magnusson.
Gregers Magnussons son Magnus Gregersson (död omkr 1358), som följt sin far i landsflykt och blivit ingift i det danska högfrälset, var 1350 svensk ståthållare i Skåne, omnämnes 1354—57 som häradshövding i Dalarna och från 1356 som lagman i Uppland samt tillhörde, konung Magnus anhängare under 1350-talets inbördeskrig, vilket sammanställts med att han på mödernet var kusin med konungens beryktade gunstling hertig Bengt Algotsson (Bengt Hafridssons ätt).